# Micreremites postmedia
Micreremites postmedia là một loài bướm đêm trong họ Erebidae.